# Henning Haslund-Christensen
Henning Haslund-Christensen (31 tháng 8 năm 1896 - 13 tháng 9 năm 1948) là một nhà văn và nhà nhân loại học người Đan Mạch.

## Tiểu sử
Ông sinh ra ở Copenhagen vào ngày 31 tháng 8 năm 1896. Ông học tại Học viện Lục quân và năm 1918 được phong hàm thiếu úy trong Quân đội Đan Mạch. Năm 1932, ông kết hôn với Inga Margit Lindström, con gái của C.F.J. Lindström, một quân nhân phục vụ trong Hải quân Hoàng gia Thụy Điển và là một sĩ quan quân đội của vua Thụy Điển. Ông qua đời vì suy tim ở Kabul vào ngày 13 tháng 9 năm 1948.

## Các cuộc thám hiểm
Vào đầu những năm 1920, Haslund tham gia một nhóm thám hiểm do bác sĩ người Đan Mạch tên là Carl Krebs dẫn đầu, nhằm thành lập một trang trại nuôi bò sữa ở phía bắc Mông Cổ, gần biên giới với Nga. Họ đã đi qua Trung Quốc và Ulaanbaatar, và định thành lập một khu dân cư ở khu vực ngày nay là sum Erdenebulgan của tỉnh Khövsgöl. Tuy nhiên, dự án trang trại bò sữa đã thất bại do sự nghi ngờ ngày càng tăng của chính quyền đối với người ngoại quốc, và Haslund rời Ngoại Mông vào giữa những năm 1920.
Bị cuốn hút bởi lối sống của người Mông Cổ, Haslund vẫn ở Nội Mông trong những năm tiếp theo, và đã tham gia đoàn thám hiểm của Sven Hedin vào cuối những năm 1920.
Sau chiến tranh, Haslund tổ chức và lãnh đạo cuộc thám hiểm lần thứ ba của Đan Mạch đến Trung Á, kéo dài sáu năm. Một nhóm đầu tiên, bao gồm các nhà nhân chủng học, thực vật học, địa lý học và động vật học sẽ làm việc trong suốt năm 1948 và 1949 tại Afghanistan, từ Nuristan ở phía đông đến Herat ở phía tây, dưới sự lãnh đạo của ông. Tuy nhiên, cái chết của Haslund vào năm 1948 khiến đoàn thám hiểm không còn lãnh đạo. Một nhà lãnh đạo mới được bổ nhiệm vào năm 1950 nhưng phần còn lại của kế hoạch cho chuyến thám hiểm đã không bao giờ được hoàn thành do tình hình chính trị từ năm 1950 trở đi.